# 小城商業網
小城商業網（Small City Commerce）是一個泛歐洲專案，以提高強化中小企業能量。
目前歐洲中小企業是骨幹力量，是歐洲經濟的主要來源，也創造主要新增就業和經濟增長。 為了中小企業保持競爭力，在全歐洲層級上，需要一個能力培訓與扶植的專門商業部門。
鑑於這方面的需要，於是歐盟官方輔助創造了小城商業網計劃，該計畫為「歐洲達文西」計畫中一部分。 小城商業網目的是促進跨歐洲城市的中小企業。以避免中小企業因為本身能力的侷限性而無法跨出自己所在的城市或小國，需要培訓需求的中小型企業通過申請和實施培訓課程來達成此一目的。
培訓目標主要是設在小城市的第三產業公司管理人員、董事及僱員。
其中一個附帶的成果是透過不同公司人員的共同上課過程建立一個中小企業的貿易網和人際關係網，使他們能夠直接接觸，並實時與對方分享經驗和最佳做法。

## 贊助企業
- Ayuntamiento de Vila-real（西班牙）
- Landesinitiative Neue Kommunikations Mecklenburg-Vorpommern（德國）
- IDEC製藥公司SA公司（希臘）
- 貿易聯邦Vila-real（西班牙）
- FUNDECYT（西班牙）
- INIMM（羅馬尼亞）
- BCD（土耳其）
- Comunidad瓦倫西亞歐洲基金會 （西班牙）

## 外部連結
- www.smallcitycommerce.eu